# Alicja Kwade

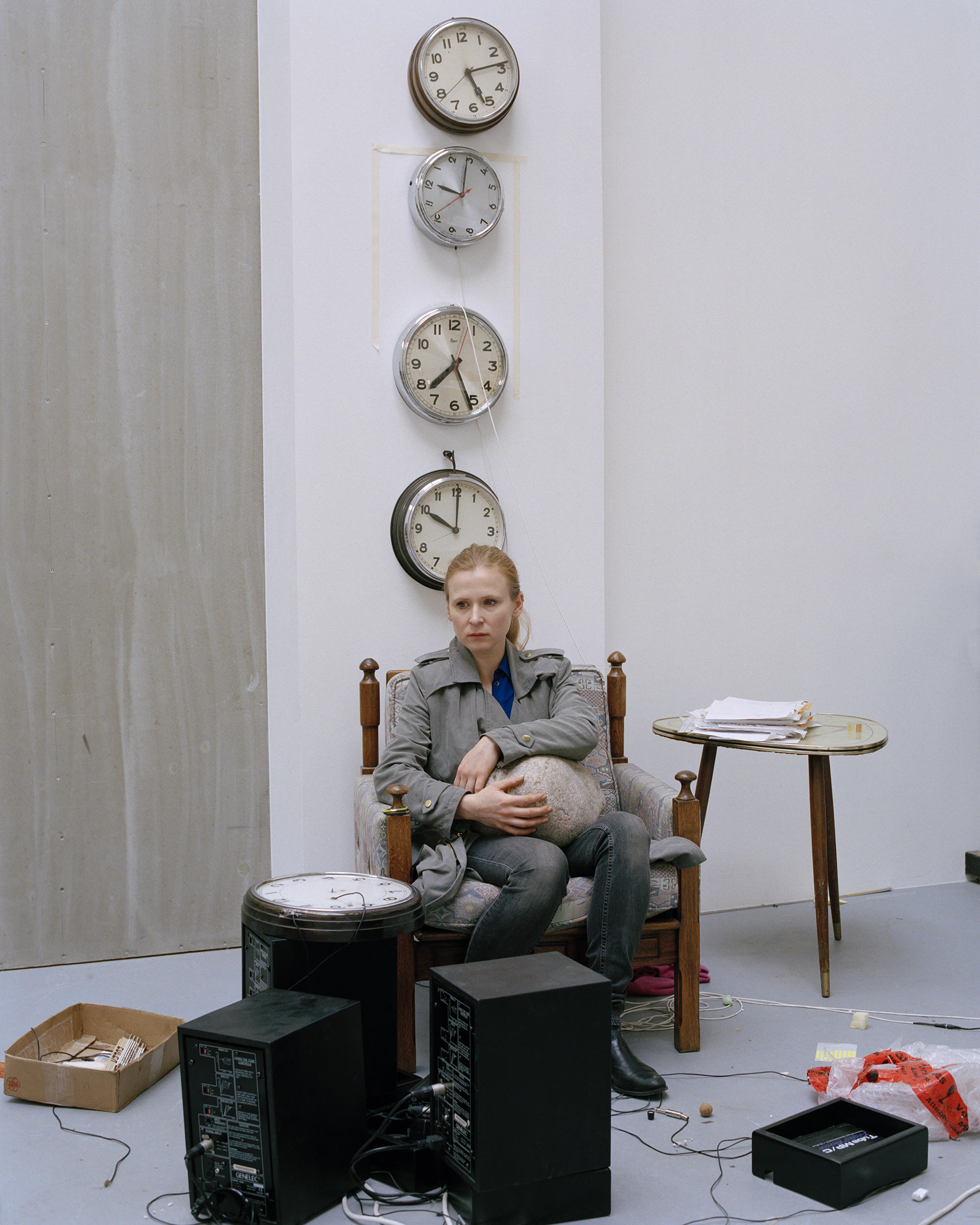
Alicja Kwade, porträtiert von Oliver Mark, Berlin 2014

Alicja Kwade (* 1979 in Kattowitz) ist eine deutsche Künstlerin polnischer Herkunft, die vor allem als Bildhauerin und Installationskünstlerin aktiv ist, sich aber auch in den Medien Video und Photographie betätigt hat. Kwade zählt „[…] zu den erfolgreichsten deutschen Künstlern […]“ und gilt als eine der „[…] spannendsten und gefragtesten Künstlerinnen weltweit […]“.

## Leben
Alicja Kwade wurde 1979 in der polnischen Industriestadt Katowice als Tochter einer Kulturwissenschaftlerin mit einem Fokus auf slawische Sprachen sowie eines Kunsthistorikers und Konservators geboren. Sie war schon früh künstlerisch begabt. Der Vater hielt kleine Zeichenwettbewerbe zwischen ihr, ihrem Bruder und ihren Cousins ab, für die er als Preis einen Kaugummi aus dem Westen auslobte. Als Kwade acht Jahre alt war, floh die Familie unter dem Vorwand, die Hochzeit eines Verwandten in Frankreich besuchen zu wollen, in die Bundesrepublik Deutschland. Um an der Grenze keinen Verdacht mit harter Währung zu erregen, versteckte ihr Vater eingeschmolzenes Gold in den Autoscheinwerfern und -türen, während die Mutter Dollarscheine in den Kleidern der Kinder verbarg und diese laut Alicja Kwade angehalten habe, sich schlafend zu stellen. Die Familie ließ sich in Hannover nieder, wo Kwade bis zu ihrem Umzug nach Berlin für das Kunststudium aufwuchs.
Von 1999 bis 2005 studierte Kwade an der Universität der Künste Berlin (UdK), unter anderem bei Dieter Hacker und Christiane Möbus, deren Meisterschülerin sie war. Das Studium finanzierte sie sich durch zahlreiche Nebenjobs, unter anderem in einer Sicherheitsfirma. An der UdK lernte sie auch den Maler Gregor Hildebrandt kennen, mit dem sie eine dauerhafte Beziehung einging. Bereits vor ihrem Studium und in der Grundlehre probierte Kwade verschiedene künstlerische Ausdrucksformen aus und verwarf die Malerei für sich. Stattdessen arbeitete sie zu Beginn ihrer Karriere oft mit Videotechnik und Fotografie, unter anderem auch, weil ihre ökonomische Situation größere Skulpturen oder Installationen nicht zuließ. 2002 verbrachte Kwade ein Erasmus-Jahr am Chelsea College of Art and Design in London. Von 2002 bis 2005 erhielt sie ein Stipendium der Studienstiftung des deutschen Volkes und in den Jahren 2005 und 2006 ein Stipendium nach dem Nachwuchsförderungsgesetz. In den Jahren 2006 und 2007 folgte zudem ein durch ein Postgraduiertenstipendium des Deutschen Akademischen Austauschdienstes ermöglichter Aufenthalt in Warschau.
Alicja Kwade lebt mit dem Künstler Gregor Hildebrandt in Berlin. Im Jahr 2023 wechselte sie von der Galerie König zur Pace Gallery. Mit ersterer hatte sie seit 2008 unter Vertrag gestanden.

## Auszeichnungen
Bereits zu Beginn ihrer künstlerischen Laufbahn erhielt Kwade einige Preise: So erreichte sie im Rahmen des durch die Investitionsbank Berlin ausgelobten Förderpreises für Fotografie 2005 den zweiten Platz. 2007 belegte sie ebenfalls den zweiten Platz beim Kunstpreis Junger Westen für Skulptur, der von der Kunsthalle Recklinghausen verliehen wurde. Bedeutend war die Verleihung des Piepenbrock-Förderpreises für Skulptur im Jahr 2008, der nicht nur mit 12.500 Euro dotiert war, sondern ihr auch eine Gastprofessur an der UdK eintrug. Obwohl der Journalist Jens Hinrichsen im Tagesspiegel kritisierte, dass die Broschüre zur Ausstellung der Preisträgerinnen im Hamburger Bahnhof – Museum für Gegenwart verschwieg, dass Kwade Meisterschülerin von Christiane Möbus war, die der Jury des Preises angehörte, beurteilte er die rund zwanzig ausgestellten Werke als „[…] durch Lakonie, Eleganz und feinen Witz [überzeugend.]“
Kwade richtete im Ortsteil Wedding ihr erstes Atelier ein, zog später in die Sickingenstraße in Moabit. Von 2008 bis 2011 teilte sie sich mit Thomas Kiesewetter ein Atelier am Paul-Lincke-Ufer in Kreuzberg. Als Kiesewetter auszog, übernahm Kwade Ende 2011 dessen größere Räumlichkeiten. 2012 verlegte sie ihre Arbeitsräumlichkeiten nach Weißensee, 2018 bezog sie dann ein Studio in Oberschöneweide in der Nachbarschaft von Olafur Eliasson, Christian Jankowski und Jorinde Voigt. In ihrem Studio beschäftigt Kwade zehn festangestellte und fünfzehn freie Mitarbeiter. Zudem lässt sie viele der in ihren Kunstwerken verwendeten Elemente in Handwerksbetrieben produzieren.
Im Jahr 2010 wurde Kwade das Karl-Schmidt-Rottluff-Stipendium der Studienstiftung des deutschen Volkes zuerkannt, 2011 der Robert-Jacobsen-Preis sowie das Arbeitsstipendium der Stiftung Kunstfonds und das Bremerhaven-Stipendium gezahlt. 2012 war sie Artist in Residence in Le Vauclin auf Martinique. Im Jahr 2015 verlieh die Kunsthalle Mannheim Kwade den Hector-Kunstpreis. Im Verlauf ihrer künstlerischen Laufbahn wurde Kwade in bedeutenden Institutionen weltweit gezeigt, ist mit Werken in den Sammlungen internationaler Museen vertreten und erhielt prestigeträchtige Aufträge: So fanden Ausstellungen von ihr unter anderem im Kunstmuseum St. Gallen, der Whitechapel Art Gallery in London, der Berlinischen Galerie, dem MIT List Visual Art Center in Cambridge, MA, dem EMMA - Espoon modernin taiteen museo in Helsinki und dem Yuz Museum in Shanghai statt. Im Jahr 2017 war sie in der zentralen Ausstellung Viva Arte Viva der Biennale di Venezia, die von Christine Macel kuratiert wurde, vertreten. In der letzten Station der Ausstellung, dem The Pavilion of Time and Infinity, war sie unter anderem mit der Arbeit WeltenLinie vertreten. Zudem zeigte sie vor dem Arsenal Pars pro Toto, eine Installation aus großen, auf dem Boden platzierten Steinkugeln. Anlässlich der Biennale schoss Mario Testino eine Photostrecke mit dem Model Birgit Kos für die Zeitschrift Vogue. In einer Gruppenaufnahme war auch Kwade vertreten. 2019 schuf Kwade die Installation ParaPivot im Rahmen der renommierten Roof Garden Commission des Metropolitan Museum of Art in New York City.

## Ausstellungen (Auswahl)
- 2010: Probleme massereicher Körper, Westfälischer Kunstverein, Münster
- 2011: Alkahest, Kunsthalle Bremerhaven[15]
- 2013/14: Grad der Gewissheit, Kunstmuseen Krefeld – Museum Haus Esters[16]
- 2014: Vanitas – Ewig ist eh nichts. (Gruppenausstellung), Georg-Kolbe-Museum,[17]
- 2014/15: Warten auf Gegenwart (Einzelausstellung), Kunstmuseum St. Gallen[18]
- 2015: Die bewegte Leere des Momentes, Installation. Rotunde der Kunsthalle Schirn, Frankfurt am Main.[19]
- 2015: Ausstellung zum hectorpreis der Kunsthalle Mannheim[20]
- 2016: Medium Median, Whitechapel Gallery, London[21]
- 2017: Viva Arte Viva, Biennale di Venezia, Venedig[22]
- 2018: LinienLand, Haus Konstruktiv, Zürich[23]
- 2018: AMBO, Kunsthalle zu Kiel, Kiel[24]
- 2018: Out of Ousia, Kunsthal Charlottenborg, Kopenhagen[25]
- 2018: TRANS-FOR-MEN, EMMA – ESPOO MUSEUM OF MODERN ART, Espoo, Finnland[26]
- 2018: GLANCES, Blueproject Foundation, Barcelona[27]
- 2019: The Resting Thought, Centre de Création Contemporaine Olivier Debré (CCCOD), Tours[28]
- 2019: The Roof Garden Commission: ParaPivot, Metropolitan Museum of Art, New York[29]
- 2019: Setouchi Triennale 2019: Autumn Season, Honjima, Japan
- 2019: In Between Glances, MIT List Visual Arts Center, Cambridge, Massachusetts[30]
- 2020: Rohkunstbau
- 2020: Kausalkonsequenz, Langen Foundation, Neuss, 17. Sept. bis 18. April 2021[31]
- 2021: In Abwesenheit, Berlinische Galerie, Berlin, 18. Sept. 2021 bis 4. April 2022[32]
- 2023 In Agnosie. Lehmbruck-Museum, Duisburg, 23. September 2023 bis 25. Februar 2024[33]

## Werke (Auswahl)
- 2008: 412 leere Liter bis zum Anfang, leere Champagnerflaschen wurden zu feinstem Glasstaub zermahlen und aufgeschichtet[34]
- 2008 Bordsteinjuwelen, Kieselsteine mit Diamantschliff verändert[34]
- 2008: Kohle (Union 666), herkömmliche Kohlebriketts erhielten durch die Künstlerin eine Blattgoldbeschichtung[34]
- 2015: Ein Hocker ist ein Bild, sechs verspiegelte Glasscheiben durchschneiden einen zerteilten Holzhocker, Maße: Ca. 90 × 88 × 70 cm.[35]
- 2016: Quantenbanane, Bronze, schwarz patiniert, auf weiß beschichtetem Holzsockel; Maße: Ca. 17,5 × 9 × 7 cm. Hergestellt in 12 variierten Abgüssen.[36]
- 2024 Goldelse, Bronze, vergoldet; in Berlin
Die Künstlerin hatte es sich zur Aufgabe gemacht, die bekannte Skulptur der Siegesgöttin Victoria, volkstümlich Goldelse genannt, des Bildhauers Friedrich Drake modellhaft nachzuarbeiten und sie von allen militärischen Details zu befreien (eine Paraphrase zur ursprünglichen Bedeutung herzustellen). Sie sollte ein Symbol für den Frieden werden. Das Original wurde mittels Scan, der Foto-Trigonometrie und eines 3D-Modells erfasst. Kwade hat sie dann auf normale menschliche Maße (Größe 164 cm, genau wie die Größe von Kwade) reduziert; Adler-Helm, Flügel und Eisernes Kreuz hat sie weggelassen und die zum Triumph erhobene Hand friedfertig abgesenkt. So entstand eine 160 Tonnen schwere vergoldete Bronzefigur, die als Friedenszeichen im Frühjahr im Garten der Neuen Nationalgalerie aufgestellt wurde und offiziell den Namen Goldelse erhielt. Es handelt sich um ein Geschenk der Künstlerin an die Stadt Berlin.[37]
- werk 5, verschiedene aus Stein, Holz und PU herausgearbeitete abstrakte Gegenstände[38]